# Lee Rose
Lee Hyden Rose (Irvine, 23 ottobre 1936 – Charlotte, 5 aprile 2022) è stato un allenatore di pallacanestro statunitense.

## Carriera
Ha guidato gli Stati Uniti alle Universiadi di Kōbe 1985.